# メニスカス

A：凹型メニスカスの下面。
B：凸型メニスカスの上面。

メニスカス（ギリシア語: μηνίσκος、三日月の意）は、容器の表面との相互作用によって形成される、液面の屈曲である。

## 原理と性質
ガラス容器の中の水のメニスカスは凹型だが、液体と容器の組合せによっては、凸型のメニスカスが形成される（ガラス容器の中の水銀など）。凸型のメニスカスは、液体分子を引きつける力が容器よりも液体の方が強い場合に形成される。凹型のメニスカスは反対に、液体分子を引きつける力が液体よりも容器の方が強い場合に形成される。毛細管現象においては、液面が上を向く場合は凹型のメニスカスに、下を向く場合は凸型のメニスカスになる。

## 体積計

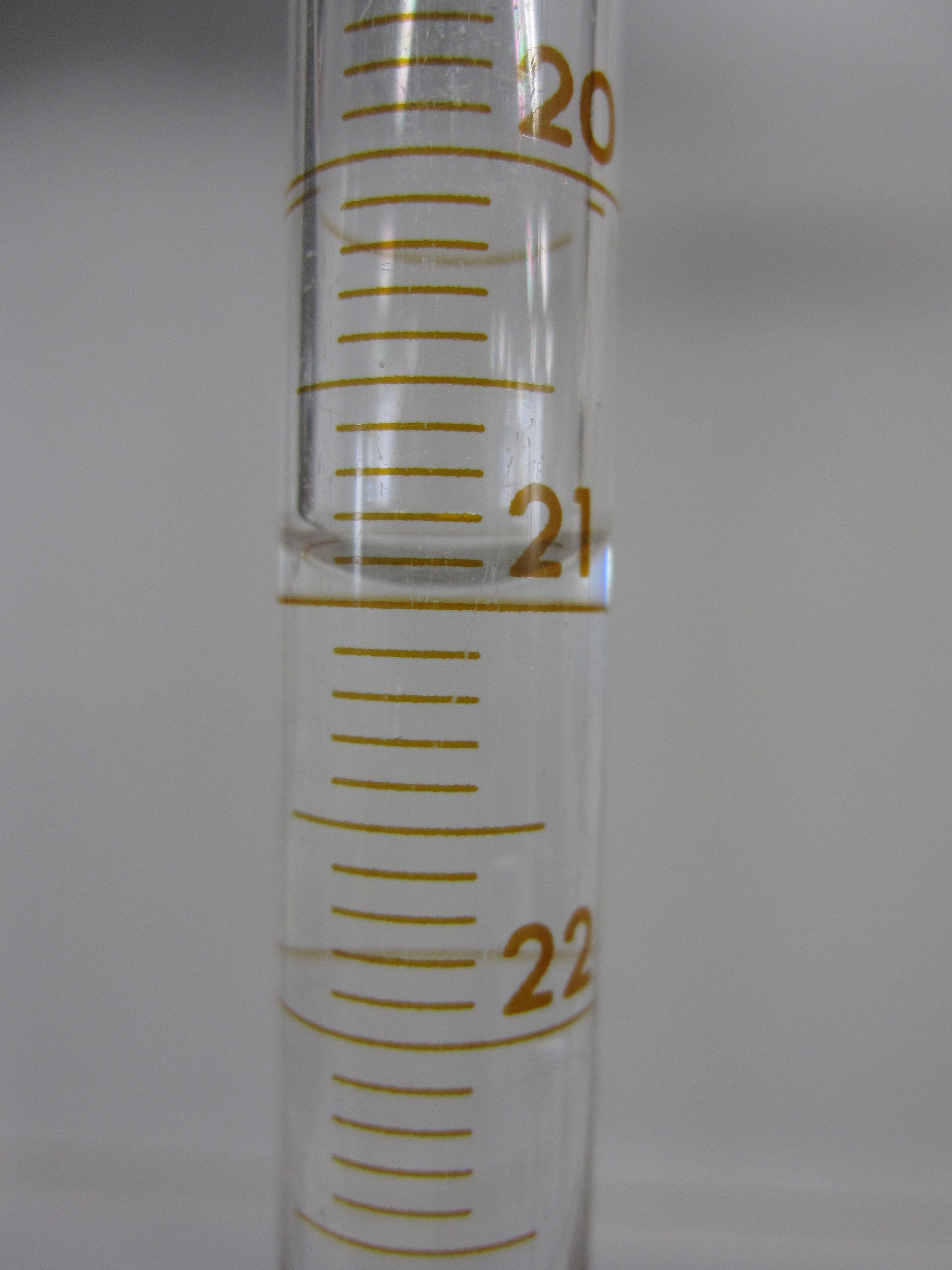
ビュレット内の水のメニスカス。メニスカスの下面を目盛線の上縁で読み、21.00 mL。

厳密な体積を計量容器で量る際は、メニスカスを考慮しなければならない（ビュレットやメスピペット、メスシリンダー、ホールピペット、メスフラスコなど）。メニスカスの下面を読むか上面を読むかで、値が異なってしまう。通例、凹型メニスカスでは下面を、凸型メニスカスでは上面を水平に読む。斜めから読んではいけない。